# Julie Andrews
Pour les articles homonymes, voir Andrews.
Julie Andrews est une actrice, chanteuse, conteuse et écrivaine britannique, née le 1er octobre 1935 à Walton-on-Thames dans le Surrey.
Révélée sur les planches de Broadway, elle acquiert une renommée auprès du public grâce à son rôle d'Eliza Doolittle dans la comédie musicale My Fair Lady en 1956. Pas assez rentable au moment de la mise en chantier de son adaptation cinématographique, elle est mise de côté au profit d'Audrey Hepburn.
Elle obtient la consécration grâce à Mary Poppins (1964) pour lequel elle obtient l'Oscar de la meilleure actrice, devenant ainsi la première actrice récompensée pour une comédie musicale et une production Disney. Sa carrière s'accentue avec la sortie des films  La Mélodie du bonheur (1965) et Victor Victoria (1982).
Véritable icône de la comédie musicale, elle est faite dame commandeur dans l'ordre de l'Empire britannique (DBE) par la reine Élisabeth II le 31 décembre 1999. Elle fut la muse de Robert Wise et Blake Edwards.

## Biographie

### Jeunesse

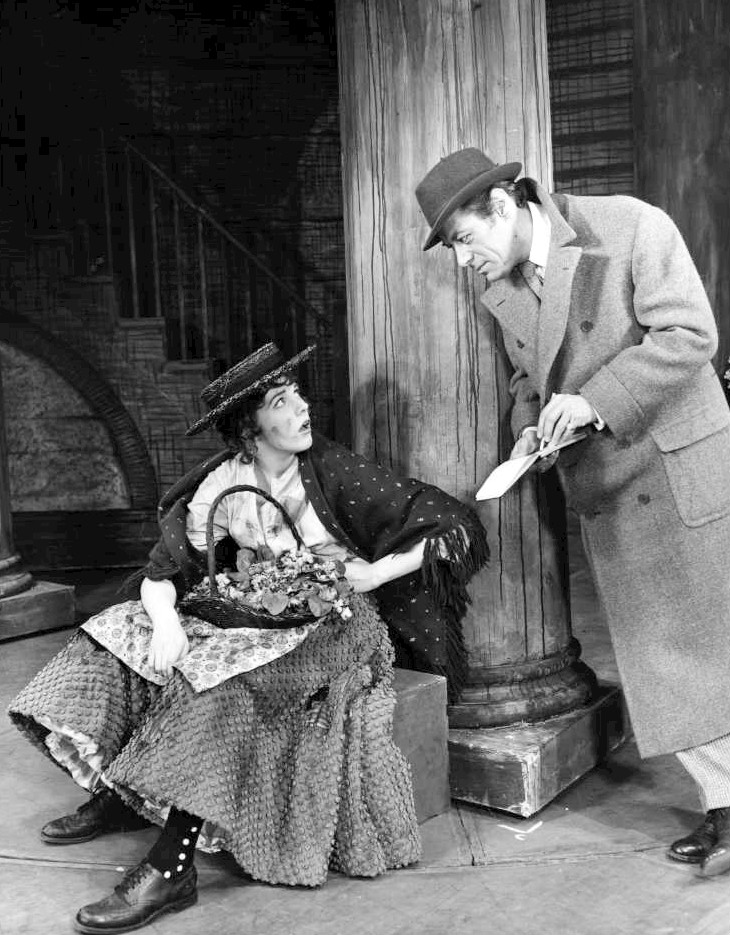
Julie Andrews et Rex Harrison dans la comédie musicale My Fair Lady en 1957.

Fille aînée de Edward C. Wells, professeur de menuiserie et ferronnerie, et de Barbara Morris, professeure de piano, Julia Elizabeth Wells — surnommée par tous Julie — a cinq ans lorsque ses parents divorcent, sa mère ayant fait la connaissance de Ted Andrews, un acteur de vaudeville canadien en tournée en Europe, avec qui elle se marie peu de temps après. Le couple, qui se produit régulièrement dans les music-halls londoniens, remarque que la petite fille possède une voix exceptionnelle pour son âge : plus de quatre octaves. Ils l'incitent alors à faire carrière dans le chant.

### Débuts
Elle monte sur scène pour la première fois au London Hippodrome (en) dans la revue Starlight Roof en 1947-1948 au côté du comédien américain Wally Boag. Elle y interprète l'air de Philine « Je suis Titania la blonde », extrait de l'opéra Mignon d'Ambroise Thomas. Elle apparaît par la suite dans différents théâtres du West End dont le London Casino (en), dans des productions musicales, telles Aladdin ou Humpty Dumpty, et en tournée dans Jack et le Haricot magique, Le Petit Chaperon rouge ou encore Cendrillon.

### Carrière aux États-Unis
Elle fait ses débuts à Broadway en 1954 dans la comédie musicale The Boy Friend de Sandy Wilson, créée l'année précédente à Londres. Deux ans plus tard, elle est retenue pour créer le rôle féminin principal dans My Fair Lady d'Alan Jay Lerner et Frederick Loewe.
En 1957, elle crée le rôle de Cendrillon dans Cinderella, une comédie musicale télévisée de Richard Rodgers et Oscar Hammerstein II, puis en 1960 à Broadway celui de la reine  Guenièvre dans Camelot d'Alan Jay Lerner et Frederick Loewe.
En août 1961, Walt Disney se rend à New York pour voir Julie Andrews sur scène et lui propose le rôle de Mary Poppins dès le lendemain. Mais elle refuse car elle est enceinte et attend, de plus, la réponse des studios Warner Bros. qui préparent l'adaptation cinématographique de My Fair Lady,. Disney lui propose néanmoins de visiter le parc Disneyland et ses studios, ainsi que d'engager Tony Walton, son mari, comme consultant pour les costumes sur le film,.
En 1963, Warner Bros. lui préfèrent finalement Audrey Hepburn (qui pourtant n'est pas chanteuse) pour incarner Eliza Doolittle, en raison d'une plus grande notoriété. Elle donne donc son accord à Disney, dont le projet a été entre-temps retardé. La nounou magicienne fait du jour au lendemain de Julie Andrews une vedette du grand écran, lui permettant d'associer pour la première fois cinéma et chanson — certains titres comme Supercalifragilisticexpialidocious (Supercalifragilisticexpialidocious) ou Just A Spoon Full of Sugar… (Un morceau de sucre) deviennent d'immenses succès. Son interprétation lui vaut notamment l'Oscar de la meilleure actrice en 1965. Les Jeux de l'amour et de la guerre, une satire sur la Seconde Guerre mondiale tournée juste après Mary Poppins, lui permet parallèlement de montrer ses talents d'actrice dramatique.
Fin 1964, elle tourne La Mélodie du bonheur, adaptation cinématographique de la comédie musicale de Richard Rodgers et Oscar Hammerstein II créée en 1959. L'énorme succès du film lui associe dès lors une image d'actrice proprette et guimauve. Si ses prestations musicales intelligentes et sarcastiques comme dans Millie en 1967 plaisent toujours, ses rôles dramatiques — dans Hawaï de George Roy Hill ou Le Rideau déchiré d'Alfred Hitchcock — sont désormais moins bien accueillis par le public. Son échec le plus cuisant reste pourtant, en 1968, un autre film musical, Star! de Robert Wise, somptueuse biographie romancée de l'actrice Gertrude Lawrence, devenue culte par la suite.

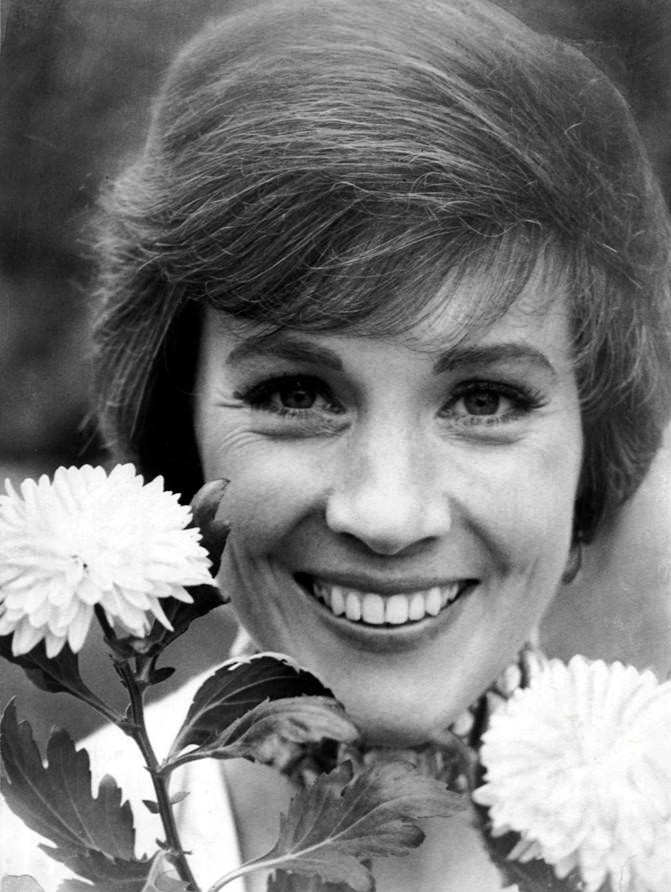
Julie Andrews en 1970.

Elle épouse en 1969 le réalisateur Blake Edwards, rencontré sur le tournage de Darling Lili. Pendant les années 1970, elle se consacre principalement à sa famille et anime une série d'émissions de variétés qui reçoit de nombreuses récompenses, The Julie Andrews Hour. À partir de 1979, elle revient au cinéma sous la direction de son mari pour une série de rôles à contre-emploi dans Elle puis le délirant S.O.B. (1981), dans lequel elle n'hésite pas à montrer ses seins afin de casser définitivement son image de gentille gouvernante. Le point d'orgue de ce changement d'image est atteint avec Victor Victoria en 1982, dans lequel elle tient le rôle d'une chanteuse se faisant passer pour un travesti homosexuel.

### Adieux au chant et tournant professionnel
Après une série de films et de tours de chants, elle revient en 1995 sur les planches de Broadway dans l'adaptation scénique de Victor Victoria mais, à la suite d'une opération chirurgicale des cordes vocales, elle doit abandonner le rôle (repris par Liza Minnelli) et renoncer au chant. Elle se consacre alors à des rôles légers et à l'écriture de livres pour enfants, une activité commencée dans les années 1970.
En 2001, elle tient le rôle de la reine Clarisse dans Princesse malgré elle et dans sa suite Un mariage de princesse (2004).
En 2003, Julie Andrews revient au théâtre en qualité de metteuse en scène pour une reprise de The Boy Friend, spectacle qui avait contribué à la rendre célèbre en 1954. En 2004, l'actrice prête sa voix au personnage de la reine Lillian dans Shrek 2, puis à nouveau en 2007 pour Shrek le troisième.
En 2006, elle est sur l'affiche officielle de la cérémonie des Oscars, où on la voit tenir son Oscar pour Mary Poppins en 1965. Elle est également la voix off du spectacle pyrotechnique Remember... Dreams Come True, présenté depuis le cinquantième anniversaire de Disneyland dans ce même parc. En 2007, elle est la narratrice pour le film Disney Il était une fois (Enchanted).
Depuis 2009, elle présente l'émission Great Performances sur PBS, en remplacement de Walter Cronkite.
En 2017, elle crée et présente, avec la Jim Henson Company, la série éducative pour enfants En coulisse avec Julie, diffusée sur Netflix, où elle aide des enfants-marionnettes à monter une comédie musicale.
En 2020, elle est la voix-off de la série La Chronique des Bridgerton sur Netflix.

### Vie privée
Julie Andrews a épousé en 1959 le décorateur Tony Walton (1934-2022), avec lequel elle a une fille, Emma, née en novembre 1962 après une grossesse passée sur l'île d'Aurigny. Le couple a divorcé en 1967.
Elle a été par la suite mariée au réalisateur Blake Edwards de 1969 à la mort de ce dernier en 2010. Le couple a adopté deux petites Vietnamiennes, Amy (née en 1974) et Joanna (née en 1975).
Elle est une amie proche du réalisateur Rob Marshall[réf. nécessaire].

## Filmographie

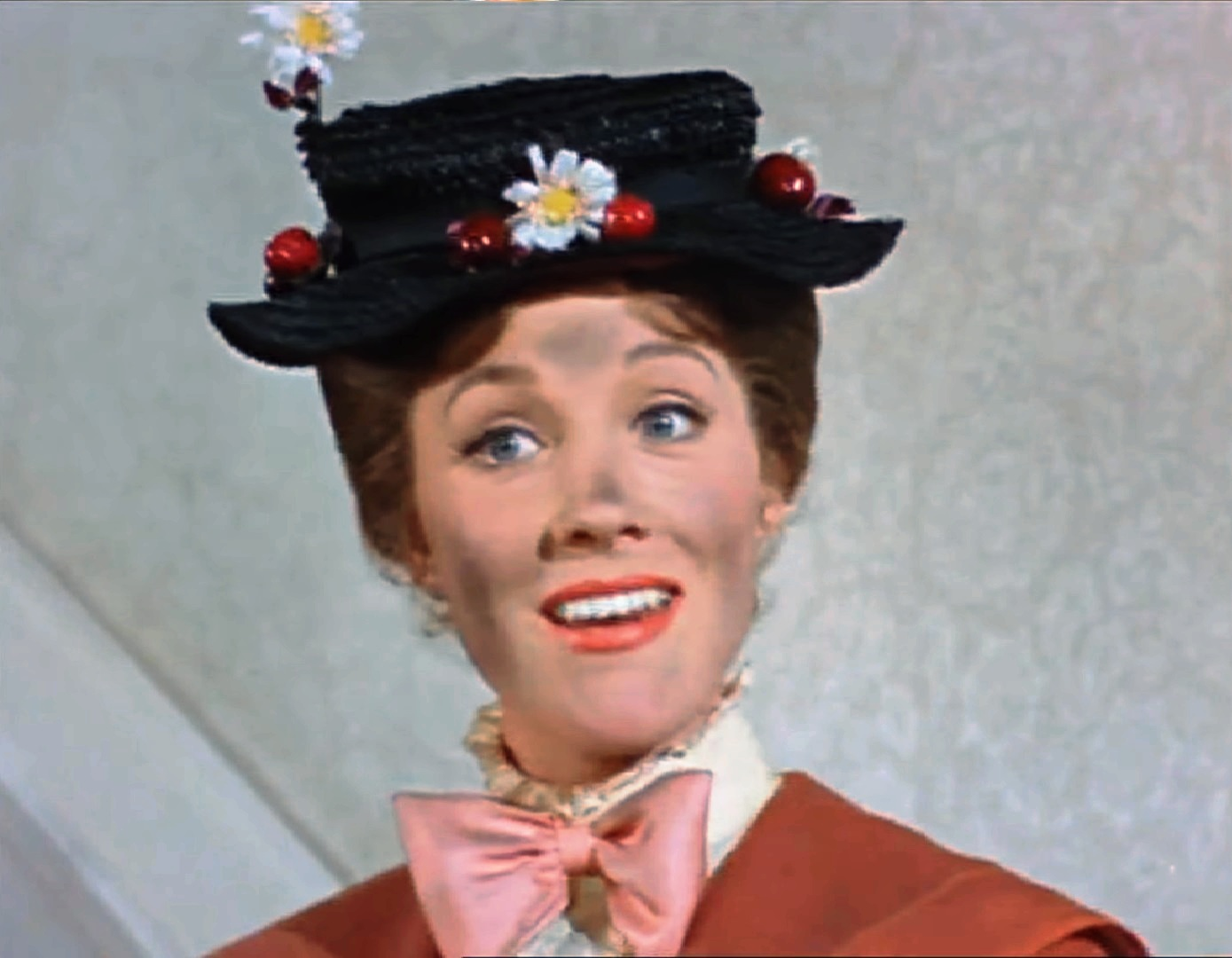
Julie Andrews dans le rôle de Mary Poppins en 1964.

### Cinéma
- 1964 : Mary Poppins de Robert Stevenson : Mary Poppins
- 1964 : Les Jeux de l'amour et de la guerre (The Americanization of Emily) d'Arthur Hiller : Emily Barham
- 1965 : La Mélodie du bonheur (The Sound of Music) de Robert Wise : Maria
- 1966 : Hawaï (Hawaii) de George Roy Hill : Jerusha Bromley Hale
- 1966 : Le Rideau déchiré  (Torn Curtain) d'Alfred Hitchcock : Dr Sarah Sherman
- 1967 : Millie  (Thoroughly Modern Millie) de George Roy Hill : Millie Dillmount
- 1968 : Star ! de Robert Wise : Gertrude Lawrence
- 1970 : Darling Lili de Blake Edwards : Lili Smith/Schmidt
- 1974 : Top Secret (The Tamarind Seed) de Blake Edwards : Judith Farrow
- 1979 : Elle (Ten) de Blake Edwards : Samantha Taylor
- 1980 : La Puce et le Grincheux (Little Miss Marker) de Walter Bernstein : Amanda
- 1981 : S.O.B. de Blake Edwards : Sally Miles
- 1982 : Victor Victoria de Blake Edwards : Victoria Grant alias Victor Grazinski
- 1983 : L'Homme à femmes (The Man who Loved Women) de Blake Edwards : Marianna
- 1986 : Duo pour une soliste (Duet for One) d'Andreï Kontchalovski : Stephanie Anderson
- 1986 : That's Life! ou C'est la vie ! de Blake Edwards : Gillian Fairchild
- 1991 : Tchin-Tchin (Cin-Cin) de Gene Saks
- 2000 : Stars in Love (en) (Relative Values) d'Eric Styles
- 2001 : Princesse malgré elle (The Princess Diaries) de Garry Marshall : la reine Clarisse Renaldi
- 2003 : Amours suspectes (Unconditional Love) de P. J. Hogan : Elle-même
- 2004 : Shrek 2 d'Andrew Adamson : la reine Lillian (voix)
- 2004 : Un mariage de princesse (The Princess Diaries 2: Royal Engagement) de Garry Marshall : la reine Clarisse Renaldi
- 2004 : The Cat That Looked at a King de Peter Schneider : Mary Poppins
- 2007 : Shrek le troisième de Chris Miller : la reine Lillian (voix)
- 2007 : Il était une fois (Enchanted) de Kevin Lima : narratrice
- 2010 : Shrek 4 : Il était une fin (Shrek Forever After) de Mike Mitchell : la reine Lillian (voix)
- 2010 : Moi, moche et méchant (Despicable Me) de Chris Renaud et Pierre Coffin : Marlena Gru (voix)
- 2010 : Fée malgré lui (Tooth Fairy) de Michael Lembeck : Lily
- 2017 : Moi, moche et méchant 3 (Despicable Me 3) de Kyle Balda et Pierre Coffin : Marlena Gru (voix)
- 2018 : Aquaman de James Wan : Karathen (voix)

### Télévision
- 1956 : Ford Star Jubilee : High Tor de James Neilson et Franklin Schaffner : Lise
- 1957 : Cinderella de Rodgers et Hammerstein
- 1959 : The Gentle Flame : Trissa
- 1972-1973 : The Julie Andrews Hour
- 1977 : Le Muppet Show : Elle-même
- 1991 : Au-delà du désespoir (en) (Our Sons) de John Erman : Audrey
- 1991 : Une nuit très particulière (One Special Night) : Catherine
- 1992 : Julie (série) : Julie Carlyle-McGuire
- 1995 : Victor Victoria de Blake Edwards, Matthew Diamond et Goro Kobayashi[10] : Victoria Grant alias Victor Grazinski
- 2001 : La Maison du lac (On Golden Pond) d'Ernest Thompson et Martin Pasetta : Ethel Thayer
- 2003 : Eloïse fête Noël (en) (Eloise at Christmastime) : Nanny
- 2017 : En coulisse avec Julie (Julie's Greenroom), mini-série de Julie Andrews, Emma Walton Hamilton et Judy Rotham-Rofé : elle-même
- depuis 2020 : La Chronique des Bridgerton (Bridgerton): Lady Whistledown (narratrice)
- 2023 : La Reine Charlotte : Un chapitre Bridgerton : Lady Whistledown (narratrice)

## Discographie

### Albums solos
- 1958 : Julie Andrews Sings (RCA Victor)
- 1961 : Broadway's Fair (Columbia)
- 1962 : Don't Go in the Lion Cage Tonight (Columbia)
- 1982 : Christmas with Julie Andrews (CBS Records)
- 1989 : Love Julie (USA Records)
- 1996 : Julie Andrews Sings My Fair Lady • Brigadoon • Camelot (Philips)
- 2019 : Cheek to Cheek
- 2021 : My Ship

### Albums collaboratifs

#### Broadway
- 1956 : My Fair Lady
- 1960 : Cinderella

#### Cinéma
- 1964 : Mary Poppins (bande originale du film)
- 1965 : La Mélodie du Bonheur (bande originale du film)
- 1982 : Victor/Victoria (bande originale du film)

#### Autres
- 1982 : Love me Tender (avec Elvis Presley et Johnny Cash)
- 2019 : Home : A Memoir of my Yearly Years
- 2019 : A Hymn To Him
- 2021 : We Love (avec Giorgio Tozzi)

#### Compilations
- 1994 : Broadway - The Music of Richard Rodgers
- 2007 : Julie Andrews select her favorite Disney's songs
- 2015 : The Very Besy of Julie Andrews
- 2019 : The Classic Year, Julie Andrews Vol 1
- 2020 : The Classic Year, Julie Andrews Vol 2
- 2021 : The Classic Year, Julie Andrews Vol 3
- 2025 : Julie Andrews' Upstage

## Romans
- 1971 : Mandy
- 1974 : The Last of the Really Great Whangdoodles
- 1999 : Little Bo
- 2000 : Dumpy the dumptruck
- 2001 : Simeon's Gift
- 2001 : Dumpy saves Christmas
- 2002 : Little Bo in France
- 2004 : Dragon: Hound of Honor
- 2004 : Dumpy to the rescue!
- 2006 : Dumpy's valentine
- 2006 : The great American mousical
- 2007 : Thanks to You: Wisdom from Mother & Child
- 2008 : Home: A Memoir of My Early Years
- 2009 : Julie Andrews' Collection of Poems, Songs, and Lullabies
- 2010 : The Very Fairy Princess
- 2010 : Little Bo in Italy: The Continued Adventures of Bonnie Boadicea
- 2011 : The Garner Files
- 2012 : Julie Andrews' Treasury for All Seasons: Poems and Songs to Celebrate the Year
- 2012 : Little Bo in London: The Ultimate Adventure of Bonnie Boadicea
- 2013 : The Very Fairy Princess Follows Her Heart
- 2013 : The Very Fairy Princess Sparkles in the Snow
- 2019 : Home Work: A Memoir of My Hollywood Years

## Distinctions

### Récompenses
- Golden Globes 1965 : Meilleure actrice pour Mary Poppins
- Oscars 1965 : Meilleure actrice pour Mary Poppins
- Golden Globes 1966 : Meilleure actrice pour La Mélodie du bonheur
- Golden Globes 1967 : Henrietta Award de l'actrice préférée de l'année.
- Golden Globes 1968 : Henrietta Award de l'actrice préférée de l'année.
- Golden Globes 1969 : Henrietta Award de l'actrice préférée de l'année.
- Golden Globes 1970 : Henrietta Award de l'actrice préférée de l'année.
- Golden Globes 1983 : Meilleure actrice pour Victor Victoria
- Disney Legends 1991 : « Pour sa contribution à la magie de Disney »
- Drama Desk Awards 1996 : meilleure actrice dans une pièce pour Victor Victoria
- Grammy Awards 2011 :
  - Meilleur livre audio pour enfants pour Julie Andrews' Collection of Poems, Songs, and Lullabies.
  - Grammy Lifetime Achievement Award.
- Mostra de Venise 2019 : Lion d'or pour la carrière.
- American Film Institute Life Achievement Awards 2022 : Prix pour l'ensemble de sa carrière.

### Nominations
- Tony Awards 1957 : Meilleure actrice dans une comédie musicale pour My Fair Lady
- Tony Awards 1961 : Meilleure actrice dans une comédie musicale pour Camelot
- Oscars 1966 : Meilleure actrice pour La Mélodie du bonheur
- Golden Globes 1968 : Meilleure actrice pour Millie
- Golden Globes 1969 : Meilleure actrice pour Star !
- Golden Globes 1971 : Meilleure actrice pour Darling Lili
- Golden Globes 1973 : Meilleure actrice dans une série télévisée musicale ou comique pour The Julie Andrews Hour
- Golden Globes 1980 : Meilleure actrice pour Elle
- Oscars 1983 : Meilleure actrice pour Victor Victoria
- Golden Globes 1987 : Meilleure actrice pour That's Life! et pour Duo pour une soliste
- Tony Awards 1996 : Meilleure actrice dans une comédie musicale pour Victor Victoria

## Voix francophones
En France
| - Martine Sarcey (*1928 - 2010) dans : - La Mélodie du bonheur - Le Rideau déchiré - Hawaï - Star! - Elle - Duo pour une soliste - That's Life! - Une nuit très particulière - Perrette Pradier (*1938 - 2013) dans : - Top Secret - S.O.B. - Victor Victoria - Amours suspectes - Éliane Thibault dans : - Mary Poppins - Millie - Darling Lili - Tania Torrens dans : - Shrek 2 (voix) - Shrek le troisième (voix) - Shrek 4 : Il était une fin (voix) - Frédérique Cantrel dans : - Moi, moche et méchant (voix) - Moi, moche et méchant 3 (voix) - Les Minions 2 : Il était une fois Gru (voix) | - Frédérique Tirmont dans (les séries télévisées) : - En coulisse avec Julie - La Chronique des Bridgerton (voix) - La Reine Charlotte : Un chapitre Bridgerton (voix) - Marie-Martine Bisson dans : - Princesse malgré elle - Un mariage de princesse Et aussi - Renée Simonot (*1911 - 2021) dans La Rose de Bagdad - Nicole Favart dans Les Jeux de l'amour et de la guerre - Marie Bouvet dans Le Muppet Show (série télévisée, 2e doublage) - Brigitte Virtudes dans Il était une fois (voix) - Léonce Wapelhorst (Belgique) dans Fée malgré lui |

Au Québec

### Autobiographies
- Home: A Memoir of My Early Years, en collaboration avec sa fille, Emma Walton, Hyperion, 2008
- Home Work: A Memoir of My Hollywood Years, en collaboration avec sa fille, Emma Walton, Hyperion, 2019